# Joseline Esteffania Velasquez Morales
Joseline Esteffania Velasquez Morales   () és una estudiant guatemalenca de periodisme i dret i coordinadora de varies ONG.
Activista pels drets sexuals i reproductius de les dones i feminista, actualment ajuda a través de les ONG Go Joven Guatemala, Girls Not Brides i Fondo CAMY a educar les nenes i dones joves en les comunitats de Guatemala en temes de sexualitat i prevenció; al'hora que lluita per acabar amb els matrimonis forçats a Guatemala i els embarassos no desitjats.
Ha estat una de les dones triades l'any 2018 per la BBC com una de les 100 dones més influents del món de l'any (100 Women BBC). La sèrie examina la funció de les dones en el segle XXI i té actes tant a Londres com a Mèxic. Una vegada es coneix el nom de les premiades, comença un programa de al BBC anomenat "BBC's women season", de tres setmanes de durada, en el qual s'inclou una emissió i difusió de les premiades, programes en línia, debats i articles relacionats amb el tema de les dones.